# Algoritmo médico

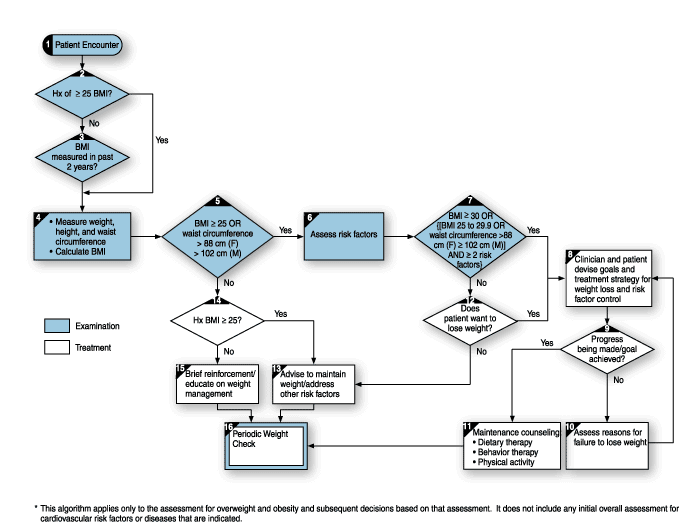
Un algoritmo médico para la evaluación y el tratamiento del sobrepeso y la obesidad.

Un algoritmo médico es cualquier cálculo, fórmula, encuesta estadística, nomograma o tabla de búsqueda, útil en la atención médica. Los algoritmos médicos incluyen enfoques de árbol de decisiones para el tratamiento de la salud (por ejemplo, si los síntomas A, B y C son evidentes, utilice el tratamiento X) y también herramientas menos claras destinadas a reducir o definir la incertidumbre. Una prescripción médica también es un tipo de algoritmo médico.

## Alcance
Los algoritmos médicos son parte de un campo más amplio que generalmente se ajusta a los objetivos de la informática médica y la toma de decisiones médicas. Las decisiones médicas ocurren en varias áreas de la actividad médica, incluida la selección de pruebas médicas, el diagnóstico, la terapia y el pronóstico, y el control automático del equipo médico.
En relación con los sistemas de apoyo a la decisión clínica basados en la lógica y en la red neuronal artificial, que también son aplicaciones informáticas utilizadas en el campo de la toma de decisiones médicas, los algoritmos son menos complejos en arquitectura, estructura de datos e interfaz de usuario. Los algoritmos médicos no se implementan necesariamente con computadoras digitales. De hecho, muchos de ellos se pueden representar en papel, en forma de diagramas, nomógrafos, etc.

## Ejemplos
Existe una gran cantidad de información médica en forma de algoritmos médicos publicados. Estos algoritmos van desde cálculos simples hasta predicciones de resultados complejas. La mayoría de los médicos utilizan solo un pequeño subconjunto de forma rutinaria.
Algunos ejemplos de algoritmos médicos son:
- Calculadoras, por ejemplo, una calculadora en línea o independiente para el índice de masa corporal (IMC) cuando se dan la estatura y el peso corporal;
- Diagramas de flujo y diagramas Drakon, por ejemplo, un árbol de decisión binario para decidir cuál es la etiología del dolor torácico.
- Tablas de consulta, por ejemplo, para buscar la energía alimentaria y el contenido nutricional de los productos alimenticios.
- Nomogramas, por ejemplo, un portaobjetos circular en movimiento para calcular el área de superficie corporal o las dosis de medicamentos.

Una clase común de algoritmos está incorporada en las pautas sobre la elección de tratamientos elaboradas por muchas organizaciones de atención médica nacionales, estatales, financieras y locales y se proporcionan como recursos de conocimiento para el uso diario y para la inducción de nuevos médicos. Un campo que ha ganado especial atención es la elección de medicamentos para las enfermedades psiquiátricas. En el Reino Unido, la mayoría de los cerca de 500 fideicomisos de atención primaria han elaborado pautas o algoritmos para esto, prácticamente todas las alrededor de 100 unidades psiquiátricas de atención secundaria y muchas de las alrededor de 10 000 consultorios generales. En los EE. UU., hay una iniciativa nacional (federal) para proporcionarlos a todos los estados, y en 2005 seis estados estaban adaptando el enfoque del Proyecto de Algoritmo de Medicamentos de Texas o estaban trabajando en su producción.
Existe una gramática, la sintaxis de Arden, para describir algoritmos en términos de módulos de lógica médica. Un enfoque como este debería permitir el intercambio de MLM entre médicos y establecimientos, y el enriquecimiento del acervo común de herramientas.

## Propósito
El propósito de los algoritmos médicos es mejorar y estandarizar las decisiones tomadas en la prestación de atención médica. Los algoritmos médicos ayudan a estandarizar la selección y aplicación de regímenes de tratamiento, con la automatización de algoritmos destinada a reducir la posible introducción de errores. Algunos intentan predecir el resultado, por ejemplo, los sistemas de puntuación de cuidados intensivos.
Los algoritmos de diagnóstico de salud computarizados pueden brindar apoyo oportuno a la toma de decisiones clínicas, mejorar el cumplimiento de pautas basadas en la evidencia y ser un recurso para la educación y la investigación.
Los algoritmos médicos basados en las mejores prácticas pueden ayudar a todos los involucrados en la entrega de un tratamiento estandarizado a través de una amplia gama de proveedores de atención clínica. Muchos se presentan como protocolos y es una tarea clave en la capacitación garantizar que las personas se salgan del protocolo cuando sea necesario. En nuestro estado actual de conocimiento, generar sugerencias y producir pautas puede ser menos satisfactorio para los autores, pero más apropiado.

## Precauciones
Al igual que la mayoría de la ciencia y la medicina, los algoritmos cuyos contenidos no están totalmente disponibles para el escrutinio y pueden mejorarse deben considerarse con sospecha.
Los cálculos obtenidos a partir de algoritmos médicos deben compararse y moderarse con el conocimiento clínico y el juicio del médico.

## Otras lecturas
- Johnson, Kathy A.; Svirbely, John R.; Sriram, M.G.; Smith, Jack W.; Kantor, Gareth; Rodriguez, Jorge Raul (November 2002). «Automated Medical Algorithms: Issues for Medical Errors». Journal of the American Medical Informatics Association 9 (6 Suppl 1): s56-s57. PMC 419420. doi:10.1197/jamia.M1228.

- Datos: Q6806461